# Margahayu (Pagaden Barat)
Margahayu is een bestuurslaag in het regentschap Subang van de provincie West-Java, Indonesië. Margahayu telt 2534 inwoners (volkstelling 2010).